# Église Saint-Orens de Dolmayrac
L'église Saint-Orens est une église catholique située à Dolmayrac, en France.

## Localisation
L'église est située dans le département français de Lot-et-Garonne, à Dolmayrac.

## Historique
L'église a d'abord été la chapelle castrale Saint-Barthélemy, annexe de Saint-Orens. Elle est devenue église paroissiale sous la dédicace de saint Orens en 1763 quand elle a été cédée par le duc d'Aiguillon.
L'édifice a été construit dans le 1er tiers du XVIe siècle comme semble le montrer la présence sur la clef de voûte du chœur des armoiries de Charles de Montpezat, seigneur de Laugnac et Dolmayrac.
Deux chapelles sont construites côté de l'Épître dans la seconde moitié du XVIIe siècle. En 1650, le sieur Rigade ou Régal, juge, obtient l'autorisation d'édifier la chapelle sud près du chœur d'après le procès-verbal d'une visite pastorale faite en 1705.
Les chapelles sud sont remaniées vers 1850. La chapelle côté est a alors été voûtée, selon Durengues. Une réfection des voûtes est prévue en 1859. 
En 1890 on a ajouté une travée à la nef ainsi que le clocher.
L'édifice est inscrit au titre des monuments historiques le 22 février 1927,.